# Aporophyla chioleuca
Aporophyla chioleuca är en fjärilsart som beskrevs av Herrich-Schäffer 1850. Aporophyla chioleuca ingår i släktet Aporophyla och familjen nattflyn. Inga underarter finns listade i Catalogue of Life.